# Соколов, Алексей Ефимович
Алексей Ефимович Соколов (22 марта 1911, Иваново-Вознесенск, Владимирская губерния — 24 августа 1980, Горький) — советский учёный, разработчик крупногабаритных антенных систем.

## Биография
Родился в 1911 году в Иванове. Член ВКП(б) с 1951 года.
Окончил Ивановский энергетический институт (1937). В 1937—1951 годах — энергетик на Горьковском машиностроительном заводе № 92 им. И. В. Сталина (г. Горький).
Участник советского атомного проекта.
С 1949 г. зам. главного конструктора, с 1951 по 1971 год главный конструктор ОКБ Горьковского машиностроительного завода Министерства оборонной промышленности (так стал называться завод им. Сталина).
Разработчик крупногабаритных антенных систем, в том числе антенны PC-10 диаметром 15 метров, предназначенной для работы по баллистической цели.
Доктор технических наук.
Избирался депутатом Верховного Совета РСФСР 4-го и 5-го созывов.
Умер в 1980 году в Горьком. Похоронен на Красном кладбище (уч. 1).
Лауреат Сталинской премии (1951) — за разработку диффузионных машин и освоение их производства. Лауреат Ленинской премии (1966). Награждён орденами Ленина (19.09.1968), Октябрьской Революции (26.04.1971), Трудового Красного Знамени — четырежды (06.12.1951, 20.04.1956, 21.12.1957, 06.07.1962), Красной Звезды (06.06.1945), медалями.